# Escola do esqui francês

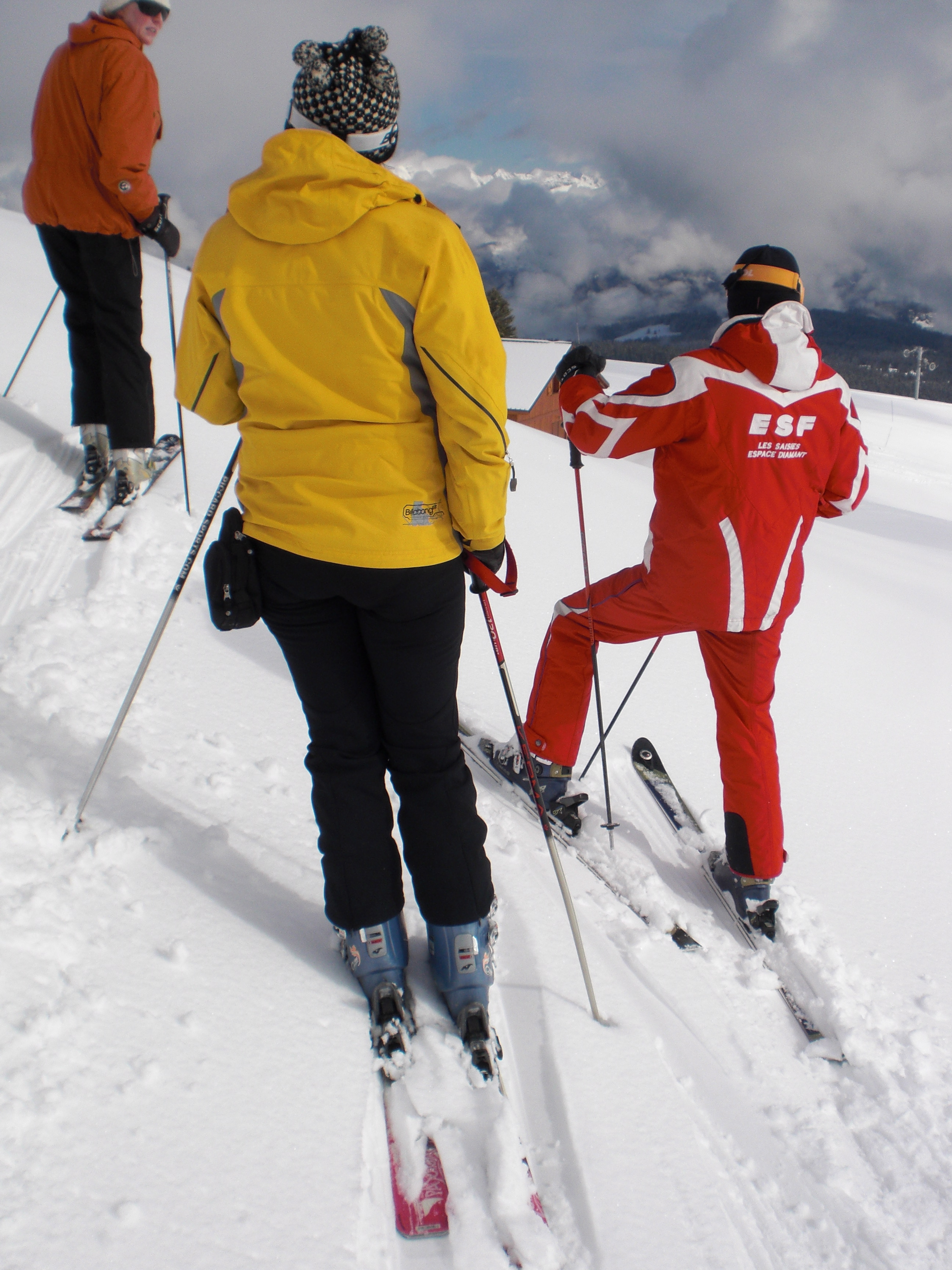
Um monitor da ESF

A Escola do esqui francês (em francês:  École du ski français (ESF) ) é um grupo de 250 escolas de esqui agrupando mais de 17 000 monitores de esqui e afiliadas desde 1945 ao  Syndicat national des moniteurs du ski français

## História
A ESF nasceu como resposta ao predomínio Alemão e Austríaco e tem por missão tornar popular a prática do esqui, e hoje em dia com todos os chamados desportos de inverno, e iniciada por Émile Allais, Paul Gignoux mas paradoxalmente também pelo Austríaco Toni Seelos, então treinador da equipa de França de esqui. 